# 满井站
满井站是一个京哈线上的铁路车站，位于辽宁省昌图县满井乡，建于1907年，目前为四等站，邮政编码为112501。目前客运：办理旅客乘降；不办理行李、包裹托运；货运：办理整车货物发到。